# María Pinto
María Pinto är en kommun i Chile.   Den ligger i provinsen Provincia de Melipilla och regionen Región Metropolitana de Santiago, i den mellersta delen av landet, 50 km väster om huvudstaden Santiago de Chile.
Trakten runt María Pinto består till största delen av jordbruksmark. Runt María Pinto är det tätbefolkat, med 266 invånare per kvadratkilometer.